# Žonta (priimek)
Žonta je priimek več znanih Slovencev:
- Ivan Žonta (*1935), gozdar
- Josip Žonta?
- Karel Žonta (Schonta), avstrijski kontraadmiral (s tjulnjem v plemiškem grbu)
- Peter Žonta (*1979), smučarski skakalec